# Sven O. Svensson
Sven Olov Svenson, känd som Sven O. Svensson, född 9 mars 1925 i Brännkyrka församling i Stockholm, död 10 juni 2007 i Mikaels församling i Örebro, var en svensk pastor och författare.
Sven O. Svensson var son till lagerarbetare Bror Anders Svenson och Signe Elvira, ogift Solander.
Svensson var verksam som pastor i Filadelfiaförsamlingen i Stockholm, Elimförsamlingen i Västerås och Smyrnaförsamlingen i Göteborg. Under många år var han sedan pastor och föreståndare för Elimförsamlingen i Örebro.
Han var långvarig skribent under rubriken Oss emellan i den kristna veckotidningen Hemmets vän. Han gav ut böckerna 50 år i ord och bild: Elimförsamlingen i Örebro 1916–1966 (1966), Ge mej ett svar!: Sven-O Svensson och Jack-Tommy Ardenfors svarar på frågor ur "Hampeveckans" frågelåda (1981) och Goda nyheter (1993). Han var ordförande för Riksförbundet Pensionärsgemenskap (RPG).
Från 1950 var han gift med Anne-Marie Möjbro (1930–2007) med vilken han fick sonen Sören (född 1951). Sven O. Svenson levde knappt två månader efter sin hustrus död under våren 2007.